# برزوفکا (شهرستان بوریسوفسکی، استان بلگورود)
برزوفکا (انگلیسی: Berezovka, Borisovsky District, Belgorod Oblast) یک شهرک در بخش بوریسوفسکی استان بلگورود کشور روسیه است.